# Ноу (фільм)
«Ноу» (англ. Nope, розмовне укр. «Ні», «Е ні») — американський фільм жахів 2022 року. Режисер та сценарист Джордан Піл. Продюсери Джордан Піл й Ієн Купер.
Після загадкової смерті свого батька О'Джей та його сестра Емеральд успадковують сімейний конярський бізнес. Вони намагаються втримати батькове ранчо від збитків та беруться продавати тварин шоумену Рікку «Джупу» Парку. Несподівано коні починають зникати ночами. О'Джей, Емеральд і Джуп розслідують цю справу та дізнаються про таємничу сутність, яка за цим стоїть.

## Сюжет
Фільм відкривається цитатою із Книги пророка Наума 3:6 «І кину на тебе огиди, і погордженою вчиню Я тебе, і зроблю Я тебе, мов позорище!».
У 1998 році під час знімань ситкому «Дім Горді» ручний шимпанзе лякається лускання повітряної кульки з гелієм. Шимпанзе нападає на акторів, а наймолодший актор, хлопчик Рікі «Джуп» Парк, ховається під столом. Шимпанзе простягає Рікі руку, але мавпу застрелюють охоронці.
Через багато років власник ранчо Отіс Гейвуд-старший вирощує та тренує коней, яких потім надає для знімань у фільмах. Його родина пишається тим, що вони — єдині темношкірі, хто має таке заняття. Незбагненним чином Отісу в око падає з неба монета і вбиває його. Його діти, Отіс-молодший («О'Джей») та Емеральд «Ем» Гейвуд успадковують ранчо. О'Джей намагається продовжити батьковий бізнес, а Ем шукає слави та багатства в Голлівуді. Щоб заробити собі визнання, Гейвуди стверджують, що безіменний темношкірий жокей на славнозвісній серії фотографій Едварда Майбріджа «Кінь у русі» XIX ст. був їхнім предком.
Минає шість місяців, під час знімань рекламного ролика один із коней, як здається, сказився. Кіностудія відмовляється від послуг Гейвудів, тому О'Джей продає коней Джупу, який заснував неподалік парк розваг, заснований на ситкомі, в якому знімався у дитинстві. Ем заохочує Оджея продати Джупу все ранчо, бо ображена на батька, який не дозволив дітям мати власного коня. Невдовзі Гейвуди зауважують коливання електричної напруги вдома. Коли це стається, коні зникають або лякаються чогось невідомого. Брат із сестрою помічають НЛО в формі летючої тарілки, що затягує коней, а натомість викидає неперетравлені рештки. Гейвуди вирішують заробити на цьому, вони наймають співробітника компанії «Fry's Electronics» Ангелоса Торреса для встановлення камер спостереження. Проте радіоперешкоди чи випадкові предмети в кадрі заважають отримати чіткі знімки. Торрес помічає неподалік хмару, яка не рухається. О'Джей та Ем роблять висновок, що саме там ховається НЛО.
Джуп планує використати коня як приманку, щоб виманити НЛО та зробити з цього сенсацію. НЛО прилітає, затягує Джупа, його родину та всіх глядачів, які зібралися в його парку розваг. О'Джей робить висновок, що НЛО — це не космічний корабель інопланетян, а невідома істота, що їсть усіх, хто на неї дивляться. О'Джей вважає, що це знання допоможе безпечно зняти істоту на відео. Гейвуди та Торрес вирішують найняти для цього відомого кінематографіста Антлерса Голста.
Голст використовує для знімання ручну плівкову кінокамеру та розставляє аероменів, щоб дізнатися напрямок руху НЛО. Його репортер порушує межу та стає жертвою істоти, благаючи зняти подію. О'Джей поспішає врятувати репортера, проте вирішує рятуватися сам. Голст встигає зняти істоту, але одержимий жагою зробити свій «неможливий кадр», біжить на гору, де його теж затягує. Торрес виживає після нападу, оскільки заплутується в брезенті та колючому дроті, та бачить справжній вигляд істоти — вона схожа на янгола.
Цікавість Ем пересилює, вона дивиться на істоту і та починає летіти в її бік. Верхи на коні О'Джей змушує істоту покинути переслідування Ем, а сестра вирушає на мотоциклі до парку розваг. Там Ем обдурює чудовисько, змусивши його поглинути надувного маскота у вигляді повітряної кулі. Ем нарешті вдається зняти істоту на платну аналогову камеру, а слідом куля лускає, вбиваючи створіння. Ем бачить брата в далині, який встиг врятуватися.

## У ролях
- Денієл Калуя — Отіс-молодший «О'Джей» Гейвуд, сина Отіса
- Кеке Палмер — Емералд «Ем» Гейвуд, дочка Отіса
- Стівен Ян — Рікі «Джуп» Парк, колишній актор, а також власник і творець тематичного парку «Jupiter's Claim»
- Джейкоб Кім — малий Рікі «Джуп» Парк
- Брендон Переа — Ангелос Торрес, продавець техніки у «Fry's Electronics»
- Майкл Вінкотт — Антлерс Голста, відомий кінематографіст
- Ренн Шмідт — Ембер Парк, дружина Джупа
- Кіт Девід — Отіс Гейвуд-старший, власник голлівудського ранчо
- Донна Міллс — Бонні Клейтон, актриса
- Барбі Феррейра — Нессі, колега Ангелоса
- Едді Джемісон — Бастер, член знімальної групи в рекламі
- Оз Перкінс (в титрах як Осгуд Перкінс) — Фінн Бахман, комерційний режисер
- Девон Грей — Райдер Майбрідж, репортер
- Террі Нотарі — Горді, шимпанзе та зірка ситкому «Дім Горді».
- Софія Кото — Мері Джо Елліотт, яка грає Гейлі Г'юстон у серіалі «Дім Горді»
- Ендрю Патрік Ралстон — Том Боган, який грає Бретта Г'юстона в серіалі «Дім Горді».
- Дженніфер Лафлер — Філліс Мейберрі, яка грає Маргарет Г'юстон у серіалі «Дім Горді»

## Оцінки й відгуки
На «Rotten Tomatoes» фільм зібрав 82 % схвальних рецензій кінокритиків.
Девід Сімс у «The Atlantic» зазначив, що режисер мало турбується про пояснення таємниць, як-от дивна позиція взуття в кадрі, натомість зосереджений на емоціях від зустрічі з невідомим. «Піл не просто створює винахідливий науково-фантастичний трилер. „Ноу“ має відтінок їдкої сатири, яка наповнювала його попередні два фільми, оскільки Піл досліджує, чому сьогодні найлегший спосіб переробити жах — перетворити його на захопливу розвагу». Цей фільм — алегорія Голлівуду, що намагається кожну проблему перетворити на видовище. І лише О'Джей, бурмочучи під ніс «е ні» вчиняє розумно, відступаючи там, де інші ризикують усім заради чужого схвалення.
Кайл Сміт із «The Wall Street Journal» назвав фільм результатом самовпевненості режисера, що вже заробив хорошу репутацію і дозволив собі слабину. «Містер Піл є єдиним сценаристом і режисером „Ноу“; творчий партнер міг би допомогти йому помітити та згладити нерівності». На думку критика, явні посилання на фільми «Близькі контакти третього ступеня» та «Полтергейст» не мають хорошого соціального коментаря, яким прославився інший фільм того ж режисера — «Пастка». В «Ноу» забагато виснажливих сцен рутинних занять, а сатира нерівномірна.
Браян Лоурі з CNN писав, що «Ноу» дещо не виправдовує очікування після «Пастки», що стала сміливим коментарем на тему сучасного расизму. Та в «Ноу» є гарна сімейна динаміка, балакуча сестра та мовчазний брат, які доповнюють одне одного, а також властиве Пілу поєднання жахів з комедією. «Хоча маркетинг дражнив сюжетом про вторгнення інопланетян, Піл знову прагне перевернути деякі наші очікування з ніг на голову, граючи з умовностями жанру».
Ерін Едмондсон у «Screen Rant» пояснювала, що НЛО в фільмі — це істота, що не є злою сама по собі, це просто хижак, який діє відповідно до своєї природи. Небезпечною істоту робить інтерес людей до неї, вони сприймають НЛО як диво, прагнуть зблизитися з ним, забуваючи про власну безпеку (тут присутня паралель зі зляканою мавпою, котра не мала наміру шкодити людям). Фільм переосмислює думку, що диво — це Боже втручання, а отже обов'язково добро. «Ноу» навпаки «подає ідею, що дивовижна річ може не мати хорошого результату для людей — і навіть здатна бути жахливою подією».
Ендрю Чоу та Лаура Зорноса в «Time» пояснювали релігійний підтекст фільму так: цитата з Книги пророка Наума, винесена в епіграф фільму, стосувалася знищення Богом міста Ніневія, проголошеного загрузлим у гріхах; НЛО в фільмі «Ноу» можна теж розглядати як покарання, яке Бог послав на людей за їхню одержимість грошима та видовищами.

## Зауваження
1. ↑  Англійською «I will cast abominable filth upon you, make you vile and make you a spectacle». Тут обігрується двозначність слова «spectacle», що може означати як «позорище, посміховисько» так і «видовище» взагалі. Тема потягу людей до видовищ центральна для всього фільму.